# Małe Jarki
Małe Jarki – przysiółek w Polsce, położony w województwie kujawsko-pomorskim, w powiecie toruńskim, w gminie Wielka Nieszawka, w sołectwie Cierpice.
W latach 1975–1998 miejscowość administracyjnie należała do województwa toruńskiego.